# The Aviator
The Aviator er en amerikansk biografisk dramafilm fra 2004, instrueret af Martin Scorsese efter manuskript af John Logan og med Michael Mann som producer. 
Filmen handler om flypioneren og rigmanden Howard Hughes' liv og har Leonardo DiCaprio i titelrollen overfor bl.a. Cate Blanchett som Katharine Hepburn og Alec Baldwin som hans konkurrent indenfor luftfart. Blanchett vandt en Oscar for bedste kvindelige birolle. Desuden var The Aviator nomineret til ti andre Oscars, bl.a. bedste film, bedste instruktør (Martin Scorsese) og en nominering til Leonardo DiCaprio for bedste mandlige hovedrolle. Filmen vandt derudover en BAFTA Award og en Golden Globe Award for bedste film.

## Handling
Filmen begynder i Houston, Texas 1914 hvor en ni-årig Howard Hughes bliver badet af sin mor, der advarer ham mod sygdomme og siger at han ikke er i sikkerhed. I næste scene er det 1927 og Howard Hughes (Leonardo DiCaprio) er nu 22 år gammel og enearving efter sine forældre. Han er i Californien og i gang med at instruere sin egen film Hell’s Angels, et dyrt og omfattende projekt. Han hyrer Noah Dietrich (John C. Reilly) til at bestyre sit firma, Hughes Tool Company for sig, mens han selv fortsætter på optagelserne af filmen.

## Medvirkende
| Skuespiller       | Rolle                 |
| ----------------- | --------------------- |
| Leonardo DiCaprio | Howard Hughes         |
| Cate Blanchett    | Katharine Hepburn     |
| Kate Beckinsale   | Ava Gardner           |
| John C. Reilly    | Noah Dietrich         |
| Alec Baldwin      | Juan Trippe           |
| Alan Alda         | senator Owen Brewster |
| Ian Holm          | Professor Fitz        |
| Danny Huston      | Jack Frye             |
| Gwen Stefani      | Jean Harlow           |
| Jude Law          | Errol Flynn           |
| Adam Scott        | Johnny Meyer          |
| Matt Ross         | Glen "Odie" Odekirk   |
| Kelli Garner      | Faith Domergue        |
| Frances Conroy    | Katharine Houghton    |
| Brent Spiner      | Robert E. Gross       |
| Stanley DeSantis  | Louis B. Mayer        |
| Edward Herrmann   | Joseph I. Breen       |
| Willem Dafoe      | Roland Sweet          |

## Modtagelse
Modtagelsen af The Aviator var meget positiv, på Rotten Tomatoes er konsensus, at den er: "Highly evocative of the period, Scorcese's biopic of Howard Hughes is being hailed as another excellent film from the master", med en friskhedsprocent på 88%. Filmkritikeren Roger Ebert skrev om filmen og dens emne Howard Hughes: "What a sad man.  What brief glory.  What an enthralling film, 166 minutes, and it races past.  There's a match here between Scorsese and his subject, perhaps because the director's own life journey allows him to see Howard Hughes with insight, sympathy – and, up to a point, with admiration.  This is one of the year's best films."
The Aviator havde et budget på 110 millioner dollars og indtjente på det amerikanske marked i biografindtægter 102.610.330 millioner og på det udenlandske marked 111.131.129, i alt 213.741.459 millioner dollars.

### Priser og nomineringer
- Oscars (uddelt 2005)
  - Oscar for bedste film (Michael Mann og Graham King), nomineret
  - Oscar for bedste instruktør (Martin Scorsese), nomineret
  - Oscar for bedste originale manuskript (John Logan), nomineret
  - Oscar for bedste mandlige hovedrolle (Leonardo DiCaprio), nomineret
  - Oscar for bedste kvindelige birolle (Cate Blanchett), vandt
  - Oscar for bedste scenografi (Dante Ferretti og Francesca Lo Schiavo), vandt
  - Oscar for bedste kostumer (Sandy Powell), vandt
  - Oscar for bedste fotografering (Robert Richardson), vandt
  - Oscar for bedste mandlige birolle (Alan Alda), nomineret
  - Oscar for bedste klipning (Thelma Schoonmaker), vandt
  - Oscar for bedste lyd (Tom Fleischman og Petur Hliddal), nomineret

- Golden Globe Awards (uddelt 2005)
  - Bedste skuespiller – drama (Leonardo DiCaprio), vandt
  - Bedste film – drama, vandt
  - Bedste originale soundtrack (Howard Shore), vandt
  - Bedste instruktør (Martin Scorsese), nomineret
  - Bedste manuskript (John Logan), nomineret
  - Bedste kvindelige birolle (Cate Blanchett), nomineret

- Directors Guild of America Awards
  - Bedste instruktør (Martin Scorsese), nomineret

- Screen Actors Guild Awards
  - Bedste kvindelige birolle (Cate Blanchett), vandt
  - Bedste mandlige hovedrolle (Leonardo DiCaprio), nomineret
  - Bedste cast, nomineret

- Writers Guild of America Awards
  - Bedste originale manuskript (John Logan), nomineret

- Grammy Awards
  - Best Score Soundtrack Album for Motion Picture, Television or Other Visual Media (Howard Shore), nomineret